# Vivre et se souvenir
Pour plus de détails, voir Fiche technique et Distribution.
Vivre et se souvenir (Io sto bene) est une comédie dramatique germano-italo-belgo-luxembourgeois réalisé par Donato Rotunno et sorti en 2020.
Le film est principalement en italien, mais au total quatre idiomes sont employés (italien, français, luxembourgeois et anglais).

## Synopsis
Antonio a vécu toute sa vie au Luxembourg, loin de son pays d'origine, l'Italie. Maintenant à la retraite et quelques mois après la mort de sa femme Mady, il rencontre Leo, une jeune Italienne qui essaie de se faire une place dans le monde de la musique en tant que vidéo-jockey. Leurs destins s'entrechoquent et, dans un jeu de souvenirs entre le passé et le présent, ils tentent de trouver un avenir meilleur pour tous les deux.

## Fiche technique
- Titre français : Vivre et se souvenir[1],[2]
- Titre original : Io sto bene[3],[4] (litt. « Je vais bien »)
- Réalisation : Donato Rotunno
- Scénario : Donato Rotunno
- Photographie : Jean-François Hensgens
- Montage : Matyas Veress
- Musique : Massimo Zamboni
- Décors : Marie Janezic
- Production : Elise André, Yilmaz Arslan, Valérie Bournonville, Karim Cham, Marta Donzelli, Solveig Harper, Philippe Logie, Donato Rotunno, Joseph Rouschop
- Sociétés de production : Tarantula Luxembourg, Tarantula Belgique, Maxma Film, Vivo Film
- Pays de production :  Luxembourg -  Belgique -  Italie -  Allemagne
- Langue originale : italien, français, luxembourgeois, anglais
- Format : couleurs
- Genre : comédie dramatique
- Durée : 94 minutes
- Dates de sortie : 
  - Italie : 16 octobre 2020 (Festival du film de Rome)
  - Luxembourg : 13 octobre 2021
  - Allemagne : 3 novembre 2022
  - France : 20 juin 2025 (diffusion télévisée[1])

## Distribution
- Renato Carpentieri : Antonio
- Sara Serraiocco : Leo
- Alessio Lapice (it) : Jeune Antonio
- Marie Jung (lb) : Mady
- Vittorio Nastri Vito
- Maziar Firouzi : Giuseppe
- Luigi Di Razza : Rosario
- Véronique Kinnen : Gina
- Pitt Simon : Paul
- Gabriel Boisante : Alan
- Anita Pomario : Francesca
- Jean-Paul Raths (lb) : M. Ries
- Nicole Max (lb) : Mme Ries Mme Ries
- Jean-Paul Maes (lb) : Médecin
- Tommy Schlesser (lb) : Agent immobilier
- Marco Carpentieri : Présentateur